# Kolding Challenger 2008
Il Kolding Challenger 2008, noto come Kobstaedernes ATP Challenger per motivi di sponsorizzazione, è stato un torneo di tennis facente parte della categoria ATP Challenger Series nell'ambito dell'ATP Challenger Series 2008. Il torneo si è giocato a Kolding in Danimarca dal 13 al 19 ottobre 2008 su campi in cemento indoor e aveva un montepremi di €42 500+H.

## Vincitori

### Singolare
Roko Karanušić ha battuto in finale  Karol Beck con il punteggio di 6–4, 6–4

### Doppio
Brendan Evans /  Chris Haggard hanno battuto in finale  James Auckland /  Todd Perry con il punteggio di 6–3, 7–5